# Ramanska spektroskopija
Ramanska spektroskopija (po indijskem fiziku Čandrasekaru Venkatu Ramanu) je optična spektroskopska metoda za opazovanje spektrov nihajnih načinov snovi.
Fotoni se pri prehodu skozi snov večinoma elastično sipljejo. Del fotonov se sipa neelastično, zaradi česar se jim energija zmanjša ali poveča. Energijski premik spektralnih črt podaja informacijo o vibracijskih in rotacijskih lastnih frekvencah, kar je nepogrešljiv podatek pri določanju kemijske strukture snovi, saj so odvisne od kemičnih vezi v snovi.
Prvi spektrometer iz leta 1928, ki sta ga naredila indijska fizika C. V. Raman in K. S. Krishnan, je uporabljal kar monokromirano sončno svetlobo, danes pa se v ta namen uporabljajo laserji z valovnimi dolžinami med bližnjo infrardečo in bližnjo ultravijolično. Vzorec se osvetli, na vzorcu sipano svetlobo zbere, odfiltrira vpadno svetlobo z valovno dolžino izvora(ta je bila elastično sipana in za spektroskopijo ni uporabna), preostanek svetlobe pa se razkloni in odvede na detektor.
Ramanski spektri so po navadi zelo šibki, energijski premik pa majhen. Največja težava pri spektroskopiji je zato ločevanje elastično in neelastično sipane svetlobe. Sčasoma so se razvile metode spektroskopije, ki omogočajo večjo obutljivost ali ločljivost, npr. stimulirana ramanska spektroskopija, resonančna spektroskopija, površinsko ojačana spektroskopija, transmisijska spektroskopija in hiperramanska spektroskopija. 

## Teorija

### Ramansko sipanje
Temelj ramanske spektroskopije je neelastično sipanje svetlobe na nihanju molekule. Ko foton prileti v snov, se v njej absorbira. Atomi snovi zaradi prejete energije začnejo močno nihati. Temu ustreza nastanek fonona. Takšno stanje ni dolgoživo: molekula se vrne v osnovno stanje in odvečno energijo odda tako, da izseva foton. V nekaj primerih pa se vrne v enega od vzbujenih stanj in izseva foton, ki ima nižjo energijo od vpadnega. Ta premik fotonov k nižji energiji imenujemo Stokesov premik. Če je molekula pred sipanjem že v vzbujenem stanju in se nato vrne v osnovno stanje, imajo izsevani fotoni višjo energijo od vpadnih, kar imenujemo anti-Stokesov premik.
Vpadni foton lahko interagira z dvema ali več fononi (npr. ustvari dva fonona z nižjo energijo). Takšni večfononski procesi so sicer redkejši, vendar je njihov vpliv znaten. K ramanskem spektru dodajo zvezno ozadje.
V kristalih in molekulah, ki imajo center inverzije, enofotonsko ramansko sipanje ni mogoče in ne dobimo značilnega črtastega spektra. V takšnih materialih se ramanska spektroskopija uporablja skupaj z infrardečo.

### Informacija o sestavi snovi
Molekula lahko izseva le foton z energijo, ki je enaka razliki energij končnega in začetnega nihajnega načina. Sipanemu fotonu se energija spremeni za {\displaystyle \Delta E=\pm h\Delta \nu }, kjer je {\displaystyle \Delta \nu } razlika frekvenc začetnega in končnega nihajnega načina molekule, {\displaystyle h} pa Planckova konstanta. Ker se molekule lahko vračajo v različna vzbujena stanja, dobimo v ramanskem spektru več vrhov, ki so razmaknjeni za {\displaystyle \Delta E=\pm h\nu }, kjer je {\displaystyle \nu } lastna frekvenca nihanja.
Nihanje molekule si lahko preprosto predstavimo kot par kroglic, ki sta povezani z vzmetjo. Lastna frekvenca takšnega sistema je
{\displaystyle \nu ={\frac {1}{2\pi }}{\sqrt {\frac {k}{\mu }}}},
kjer je {\displaystyle \mu } reducirana masa, {\displaystyle k} pa efektivna konstanta vzmeti. Ta je povezana s potencialom, ki jo čuti eden od atomov, kot 
{\displaystyle k={\partial ^{2}V \over \partial ^{2}x}}.
Iz izmerjenega premika frekvenc lahko pridobimo maso molekule, ob poznavanju mase pa lahko iz koeficienta vzmeti izračunamo tudi ravnovesno razdaljo med atomi v molekuli.

## Uporaba
Ramanska spektroskopija ima zaradi svoje preprostosti široko uporabnost. Vzorci ne potrebujejo nobene posebne priprave. Ker je voda šibek ramanski sipalec, je metoda uporabna tako za preiskave trdne snovi kakor tudi za tekočine in vodne raztopine. V primerjavi z infrardečo spektroskopijo, ki se prav tako uporablja za identifikacijo kemičnih vezi, so ramanske spektralne črte ožje, v nekaterih primerih (simetrične vezi, npr –S–S–, –C=C– ...) pa tudi izrazitejše.
Nekaj področij uporabe:
- Spremljanje sprememb v kemijski vezavi, npr. v primeru vezave encimov na substrat.
- Ugotovitev kristalografske orientacije kristalnega vzorca.
- Opazovanje nizkofrekvenčnih vzbuditev v trdni snovi (magnoni, plazmoni).
- Nedestruktivna analiza pigmentov v umetniških delih.[3]
- Ugotavljanje prisotnosti virusnih okužb in rakavih celic s spektroskopijo tkiv.

## Spektrometer
Načeloma je postavitev za spektrometrijo lahko zelo preprosta: potrebujemo le vzorec, ustrezni spektrometer in laserski izvor. Vse laserske valovne dolžine pa niso enako dobre. Laserji z manjšimi valovnimi dolžinami dajejo večje intenzitete ramanoskih spektralnih črt, vendar niso primerni za opazovanje organskih snovi, saj te flourescirajo, ko so vzbujene z visokoenergijsko svetlobo. Ta fluorescenca lahko prevlada nad ramanskim spektrom, zato se v praksi najpogosteje uporablja 532 nm laser za preiskave anorganskih snovi in 785 nm ali 1064 nm za preiskave organskih snovi.